# 迈克尔·肯纳
迈克尔·肯纳（英語：Michael Kenna，1953年11月20日—）是著名的英国风景摄影师。其作品迥异于安塞尔·亚当斯的作品，不追求绝对的宽容度与细节，多用长曝光与高反差表达一种在流动物质世界中难得的静谧感。
已出版的画册有Images of the Seventh Day、Ratcliffe Power Station。其在2008年曾前赴中国，有不少作品收录在画册中（多是黄山与北京的风景照）。